# CIBM-FM
CIBM-FM est une station de radio québécoise située à Rivière-du-Loup appartenant à Groupe Radio Simard. Elle émet à la fréquence 107,1 MHz sur la bande FM avec une puissance de 100 000 watts.
Elle partage les mêmes locaux que l'autre station de Rivière-du-Loup, CIEL-FM, sur le boulevard Hôtel-de-Ville. CIBM-FM est une station de radio à contenu essentiellement musical de type pop-rock.
Tous les soirs après 18 h, CIBM retransmet la radio CKOI-FM de Montréal.

## Histoire
CHGB-FM est lancée en 1966 dans la ville de La Pocatière à la fréquence 102,9 MHz, affiliée à Radio-Canada, et était la station-sœur de CHGB 1 310 kHz sur la bande AM, devenu CHOX-FM (en) en 1992.
Elle est achetée en 1970 par Radio La Pocatiere Ltée. La station retransmettait alors la programmation de CBV-FM, station de Radio-Canada de la ville de Québec. En 1981, CHGB-FM est autorisée à déplacer son antenne à Rivière-du-Loup, puis à changer de fréquence pour le 107,1 MHz en 1982. L'antenne à Rivière-du-Loup est fonctionnelle à partir du 18 novembre 1984.
Le 29 janvier 1985, CHGB est autorisée à se désaffilier du réseau de Radio-Canada. Elle diffuse alors une partie de ses émissions de ses studios de La Pocatière, une autre partie de ses studios de Rivière-du-Loup et rediffuse une partie de la programmation de CITE-FM de Montréal ou de CITF-FM de Québec. Les lettres d'appel ont changé pour CIBM-FM à une date inconnue entre 1985 et 1986.

## Fréquences
| Station   | Fréquence | Puissance     | Ville              |
| --------- | --------- | ------------- | ------------------ |
| CIBM-FM   | 107,1     | 100 000 watts | Rivière-du-Loup    |
| CIBM-FM-1 | 107,9     | 125 watts     | Rivière-du-Loup    |
| CIBM-FM-2 | 104,9     | 1 000 watts   | Trois-Pistoles     |
| CIBM-FM-3 | 96,7      | 35 watts      | Sully              |
| CIBM-FM-4 | 97,1      | 50 watts      | Saint-Juste-du-Lac |

## Animateurs
- Sylvain Bureau
- Christian Duchesne
- Marilyne Fortin
- Kévin Laquerre
- Rosalie Simard